# Antonio José Mencía
Antonio José Mencía Gullón (Gijón, Asturias, 1961) es un periodista español. Ha sido director de los diarios La Estafeta, Diario de Burgos y Diario Palentino.

## Biografía
Nació en Gijón. Estudió en el colegio de la Inmaculada y en la Laboral. Tras licenciarse en la Facultad de Ciencias de la Información de la Universidad de Navarra, comenzó su carrera periodística en la sección de reportajes de la agencia Europa Press (1984-1989), donde se encargó de las secciones relacionadas con el Gobierno y la Familia Real.  
En 1989 se incorporó al Diario de Burgos, donde fue: redactor jefe (1989-1995), ocupándose de la reorganización y nuevo diseño del periódico que celebró su centenario (1991); subdirector (1995-2001), asumiendo de nuevo la reorganización y el rediseño del periódico con motivo del proyecto DB 2000, por el que el diario burgalés se consolidó como un diario líder en Castilla y León. También fue subdirector de Canal 4 Burgos (1995), una emisora de televisión local. 
En 2001 se trasladó a Palencia, al asumir la dirección del Diario Palentino (marzo de 2001-noviembre de 2002). Posteriormente regresó a Pamplona para comenzar un nuevo periódíco, La Estafeta de Navarra, del que asumió la dirección (mayo de 2004 al 1 de abril de 2005) desde donde volvió a Diario de Burgos como director de este periódico centenario. 
Participó en el jurado de los Premios Tesla (2012) y en los inicios de Radio Televisión Castilla y León y Canal 6 Navarra. Fue director de La 8 (2014) y Onda Cero Burgos (2015).
Desde 2010 es el responsable de Comunicación y Promoción del Museo de la Evolución Humana (Burgos) y codirector de iRedes, y del Congreso Iberoamericano de Redes Sociales.

## Publicaciones
Ha publicado las siguientes monografías:
- 'Bodas de Plata de los Reyes', Madrid, HOLA, 1987, 484 pp.
- 'Los cincuenta años del Rey', Madrid, Edica, 1988, 208 pp. ISBN 9788000074658.
- Con Belén Delgado Soto: 'Diario de un secuestro: Ortega Lara, 532 días en un zulo', Madrid, Alianza, 1998, 199 pp., ISBN 8420644129.
- 'El silencio de Silos', Palencia, Cálamo, 2002, 308 pp., ISBN 9788495018397.